# Ernest Seymour Thomas
Ernest Seymour Thomas (* 1876 in Lindula, Sri Lanka; † 9. Juni 1935) war ein britischer Ägyptologe und Ethnologe.
Thomas wurde als Sohn eines Plantagenbesitzers in Sri Lanka, geboren. Er wuchs bei einem Onkel in Wales auf, besuchte die Grammar School in Sutton Coldfield und studierte ab 1895 am Keble College in Oxford. 1901 war er Schullehrer in Pembrokeshire. Spätestens ab 1906 arbeitete er in Kairo für die britische Regierung als Assistent des „Oriental Secretary“ (sprach- und landeskundiger Botschaftsangehöriger). Daneben publizierte er zu verschiedenen Themen der Ägyptologie, darunter einen Kurzführer für das Ägyptische Museum in Kairo und ein Katalog des ethnografischen Museums der Royal Geographical Society of Egypt. Als Ägypten 1922 unabhängig wurde, kehrte Thomas mit seiner Familie, seiner Frau Marjorie und der neugeborenen Tochter Margaret nach England zurück. Dort begann er für das Pitt Rivers Museum zu arbeiten; die erste urkundliche Erwähnung ist auf das Jahr 1924 datiert. Er war der Assistent des Kurators Henry Balfour. Thomas wird wegen seines ethnografischen Wissens und seiner zeichnerischen Fähigkeiten geschätzt, die er nutzte, um den Bestand des Museums zu katalogisieren.
Nachhaltige Forschungsergebnisse publizierte er 1925 über afrikanische Wurfeisen. Er konstatierte 18 Grundformen und ordnete sie nach geographischem Ursprung an.
Thomas starb 1935, noch als Beschäftigter des Pitt Rivers Museums. Als Todesursachen werden Typhus bzw. Bauchfellentzündung angegeben.

## Schriften (Auswahl)
- Short Guide to the Chief Exhibits of the Cairo Museum of Antiquities. Cairo Government Press, Kairo 1915 (Digitalisat).
- Catalogue of the Ethnographical Museum of the Royal Geographical Society of Egypt. Kairo 1924.
- The African Throwing Knife. In: Journal of the Royal Anthropological Institute of Great Britain and Ireland 55, 1925, S. 129–145.